# Akademicki Związek Sportowy Politechniki Warszawskiej 2013-2014
Questa voce raccoglie le informazioni riguardanti l'Akademicki Związek Sportowy Politechniki Warszawskiej nelle competizioni ufficiali della stagione 2013-2014.

## Organigramma societario
Area direttiva
- Presidente: Jolanta Dolecka

Area tecnica
- Allenatore: Jakub Bednaruk

## Rosa
| N° | Nome                  | Ruolo | Data di nascita  | Nazionalità sportiva |
| -- | --------------------- | ----- | ---------------- | -------------------- |
| 1  | Krzysztof Wierzbowski | P     | 22 giugno 1994   | Polonia              |
| 2  | Maciej Olenderek      | L     | 16 ottobre 1992  | Polonia              |
| 4  | Maciej Pawliński      | S     | 2 febbraio 1983  | Polonia              |
| 5  | Marcin Nowak          | C     | 17 ottobre 1975  | Polonia              |
| 9  | Paweł Adamajtis       | S/O   | 30 agosto 1990   | Polonia              |
| 10 | Juraj Zaťko           | P     | 5 giugno 1987    | Slovacchia           |
| 11 | Ivan Kolev            | S     | 31 gennaio 1987  | Bulgaria             |
| 12 | Artur Szalpuk         | S     | 20 marzo 1995    | Polonia              |
| 13 | Paweł Kaczorowski     | S     | 12 dicembre 1987 | Polonia              |
| 14 | Michał Potera         | L     | 6 marzo 1988     | Polonia              |
| 15 | Przemysław Smoliński  | C     | 27 novembre 1992 | Polonia              |
| 16 | Dawid Gunia           | C     | 1º gennaio 1987  | Polonia              |
| 17 | Mateusz Sacharewicz   | C     | 23 ottobre 1989  | Polonia              |
| 18 | Adrian Gontariu       | S/O   | 14 maggio 1984   | Romania              |
| 20 | Paweł Woicki          | P     | 19 giugno 1983   | Polonia              |